# Аристион (епископ Александрийский)
Аристио́н (др.-греч. Ἀριστίων) — епископ Малой Александрии, священномученик. В русских Житиях до XVIII века Аристион называется Аристиан и Аристон.
Время жизни Аристиона — неизвестно. В наиболее древнем сохранившемся Житии Аристиона, в Минологии Василия II, говорится о том, что Аристион был епископом в Александрии, был взят правителем города за проповедь Христианства. Перед правителем Аристион исповедал Христа истинным Богом, осужден был на сожжение.
Наиболее подробное Житие Аристиона было опубликовано на греческом: John G. Thalassinos, «The Holy Hieromartyr Aristion», (Athens, 2003). Эта книга включает также службу Аристиону, которая была составлена иеромонахом монастыря Симонопетра на Афоне Афанасием.
Согласно этой книге Аристион родился во II веке в семье язычников. Когда Аристиону было 10 лет, то он пришёл к христианской вере, благодаря Антонию (память 9 ноября (22 ноября)), затем стал епископом и пострадал за Христа. Но это Житие включает явный анахронизм — Антоний Апамейский жил в IV веке. Сведения о Аристоне в этой книге взяты из Жития, помещенного в Acta Sanctorum.